# Rối loạn lưỡng cực
Rối loạn lưỡng cực (tiếng Anh: bipolar disorder), từng được gọi là bệnh hưng trầm cảm (tiếng Anh: manic depression), là một bệnh tâm thần có đặc trưng là các giai đoạn trầm cảm đi kèm với các giai đoạn tâm trạng hưng phấn ở mức bất thường kéo dài từ nhiều ngày đến nhiều tuần.
Nếu tâm trạng người bệnh hưng phấn ở mức nghiêm trọng hoặc có liên hệ với loạn thần thì giai đoạn đó được gọi là hưng cảm; nếu tâm trạng người bệnh hưng phấn ở mức nhẹ hơn thì giai đoạn đó được gọi là hưng cảm nhẹ. Trong các giai đoạn hưng cảm, người bệnh có những hành vi hoặc cảm xúc hưng phấn, vui vẻ hoặc cáu bẳn một cách bất thường, và thường đưa ra những quyết định bộc phát mà không quan tâm đến hậu quả. Trong các giai đoạn hưng cảm, người bệnh cũng thường cảm thấy ít buồn ngủ hơn bình thường .
Trong các giai đoạn trầm cảm, người bệnh có thể khóc, có cái nhìn tiêu cực về cuộc sống và cảm thấy khó nhìn thẳng vào mắt người khác. Người mắc rối loạn lưỡng cực có nguy cơ tự sát cao; trong vòng 20 năm, 6% người bệnh tử vong vì tự sát, trong khi 30–40% người bệnh có hành vi tự hành hạ bản thân. Các vấn đề khác về sức khỏe tâm thần, chẳng hạn như rối loạn lo âu hay rối loạn sử dụng chất gây nghiện, thường được liên hệ với rối loạn lưỡng cực.
Mặc dù nguyên nhân dẫn đến rối loạn lưỡng cực vẫn chưa được hiểu rõ, cả yếu tố di truyền và môi trường đều được cho là đóng vai trò trong việc gây ra bệnh. Có nhiều gen có khả năng đóng góp vào sự phát triển của bệnh, trong đó mỗi gen gây tác động một ít. Các yếu tố di truyền quyết định 70–90% nguy cơ mắc rối loạn lưỡng cực. Các yếu tố nguy cơ mang tính môi trường bao gồm việc bị lạm dụng lúc nhỏ và căng thẳng kéo dài. Rối loạn lưỡng cực được xếp vào loại I nếu người bệnh đã trải qua ít nhất một pha hưng cảm (dù đã trải qua pha trầm cảm hay chưa), và được xếp vào loại II nếu người bệnh đã trải qua ít nhất một pha hưng cảm nhẹ (nhưng chưa trải qua pha hưng cảm nặng nào) và một pha trầm cảm. Nếu nguyên nhân của các triệu chứng là thuốc hoặc các bệnh khác thì người bệnh không được chẩn đoán là mắc rối loạn lưỡng cực. Các chứng bệnh khác có những triệu chứng trùng lặp với rối loạn lưỡng cực bao gồm rối loạn tăng động giảm chú ý, rối loạn nhân cách, tâm thần phân liệt và rối loạn sử dụng chất gây nghiện, cũng như nhiều bệnh khác. Việc chẩn đoán rối loạn lưỡng cực không yêu cầu xét nghiệm, tuy nhiên, có thể chỉ định xét nghiệm máu hoặc chẩn đoán bằng hình ảnh  nhằm loại trừ các vấn đề khác.
Thuốc ổn định tâm trạng—lithium và một số thuốc chống co giật như valproate và carbamazepine—là cách phòng ngừa tái phát bệnh chủ yếu. Thuốc chống loạn thần được chỉ định trong các pha hưng cảm nghiêm trọng cũng như khi thuốc ổn định tâm trạng bị kháng hoặc không hiệu quả. Biện pháp tâm lý trị liệu đã được cho thấy là có thể cải thiện tình trạng bệnh. Việc sử dụng thuốc chống trầm cảm trong các pha trầm cảm gặp phải tranh cãi—chúng có thể mang lại hiệu quả nhưng đã cho thấy là sẽ kích thích các pha hưng cảm. Việc điều trị các pha trầm cảm thường khó khăn. Liệu pháp sốc điện có hiệu quả trong các giai đoạn hưng cảm và trầm cảm nghiêm trọng, đặc biệt là với tình trạng loạn tâm thần hoặc căng trương lực. Người bệnh có thể cần nhập viện nếu có khả năng gây nguy hiểm cho chính mình hoặc người khác; họ có thể phải được cưỡng ép điều trị nếu từ chối điều trị.
Ước tính 1% dân số thế giới mắc rối loạn lưỡng cực. Tại Hoa Kỳ, 3% dân số được ước tính là chịu ảnh hưởng của bệnh ít nhất một lần trong đời; tỷ lệ mắc bệnh dường như là tương đương giữa nam và nữ. Các triệu chứng thường xuất hiện từ độ tuổi 20; thời điểm khởi phát càng sớm thì tiên lượng càng xấu. Khoảng một phần tư đến một phần ba số người mắc rối loạn lưỡng cực gặp phải các vấn đề về tài chính, xã hội hoặc công việc vì tình trạng bệnh của mình. Rối loạn lưỡng cực nằm trong số 20 nguyên nhân lớn nhất dẫn đến tật nguyền trên toàn thế giới và gây ra sự tốn kém lớn cho xã hội. Do lối sống và tác dụng phụ của thuốc, người mắc rối loạn lưỡng cực có nguy cơ tử vong vì những nguyên nhân tự nhiên như bệnh động mạch vành cao gấp đôi so với dân số nói chung.

## Biểu hiện và triệu chứng

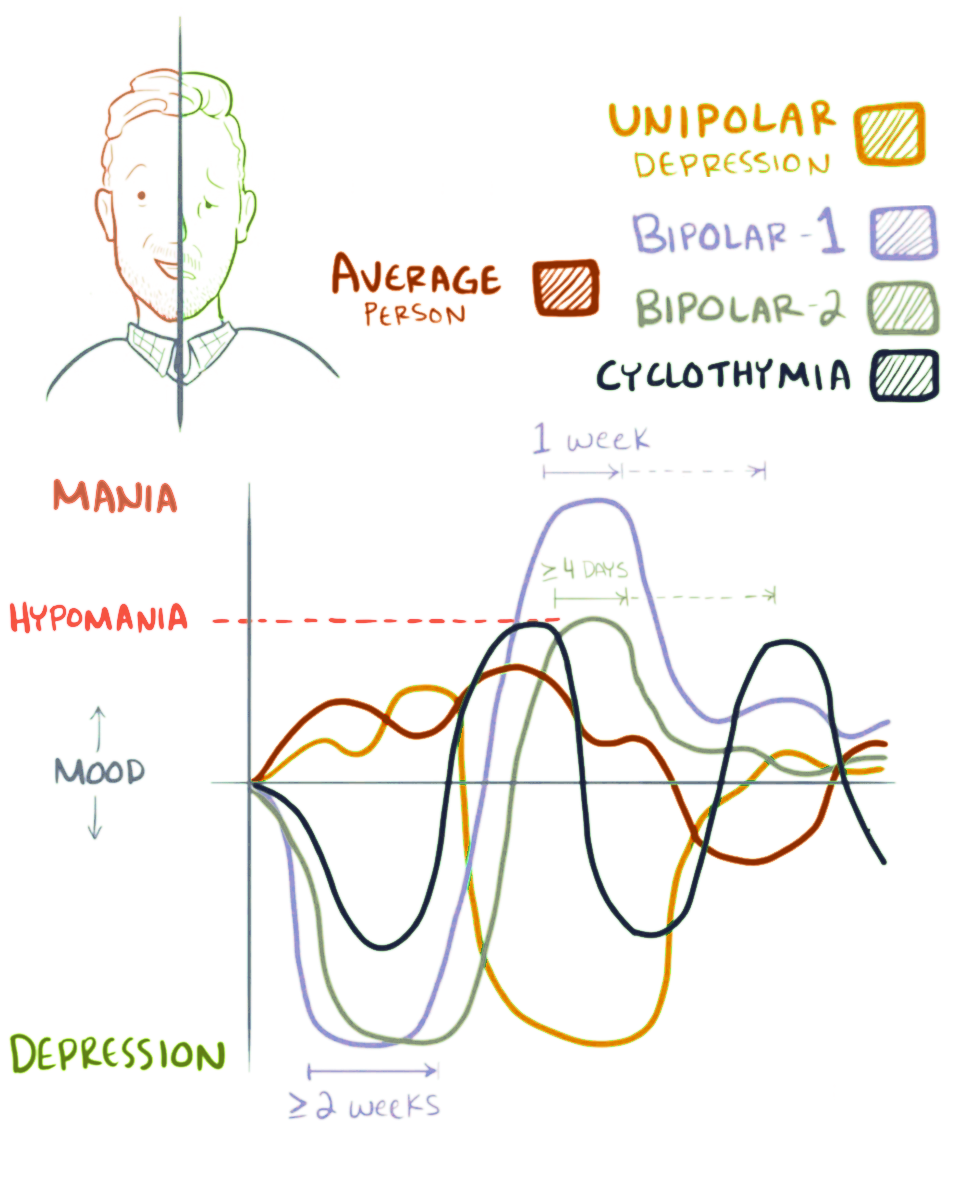
Thay đổi tâm trạng do rối loạn lưỡng cực

Thời điểm khởi phát rối loạn lưỡng cực phổ biến nhất là cuối độ tuổi vị thành niên và đầu độ tuổi trường thành. Bệnh có đặc trưng là những giai đoạn hưng cảm và trầm cảm ngắt quãng, và không có triệu chứng gì ở giữa hai giai đoạn. Trong các giai đoạn này, người bệnh cho thấy sự rối loạn về tâm trạng, sự kích động tâm lý (mức độ hoạt động thể chất dưới ảnh hưởng của tâm trạng, ví dụ như sự bồn chồn khi hưng cảm hoặc sự chậm chạp khi trầm cảm), nhịp điệu sinh học và khả năng nhận thức. Hưng cảm có thể được thể hiện qua nhiều cấp độ rối loạn tâm trạng khác nhau, từ sự hưng phấn (thường được liên hệ với "hưng cảm điển hình") đến sự khó chịu và cáu bẳn. Các triệu chứng loạn thần như hoang tưởng và ảo giác có thể xuất hiện trong cả pha hưng cảm và pha trầm cảm, và tính chất của chúng tương đồng với tâm trạng chính mà người bệnh đang trải qua.
Theo tiêu chí của DSM-5, hưng cảm và hưng cảm nhẹ khác nhau ở độ dài, bởi hưng cảm nhẹ xảy ra khi các triệu chứng tâm trạng hưng phần kéo dài ít nhất bốn ngày liên tiếp, còn hưng cảm thì xảy ra khi các triệu chứng này kéo dài hơn một tuần. Khác với hưng cảm, hưng cảm nhẹ không phải lúc nào cũng gây suy giảm chức năng. Cơ chế sinh học khiến người bệnh chuyển từ pha hưng cảm hoặc hưng cảm nhẹ sang pha trầm cảm và ngược lại vẫn chưa được hiểu rõ.

### Pha hưng cảm

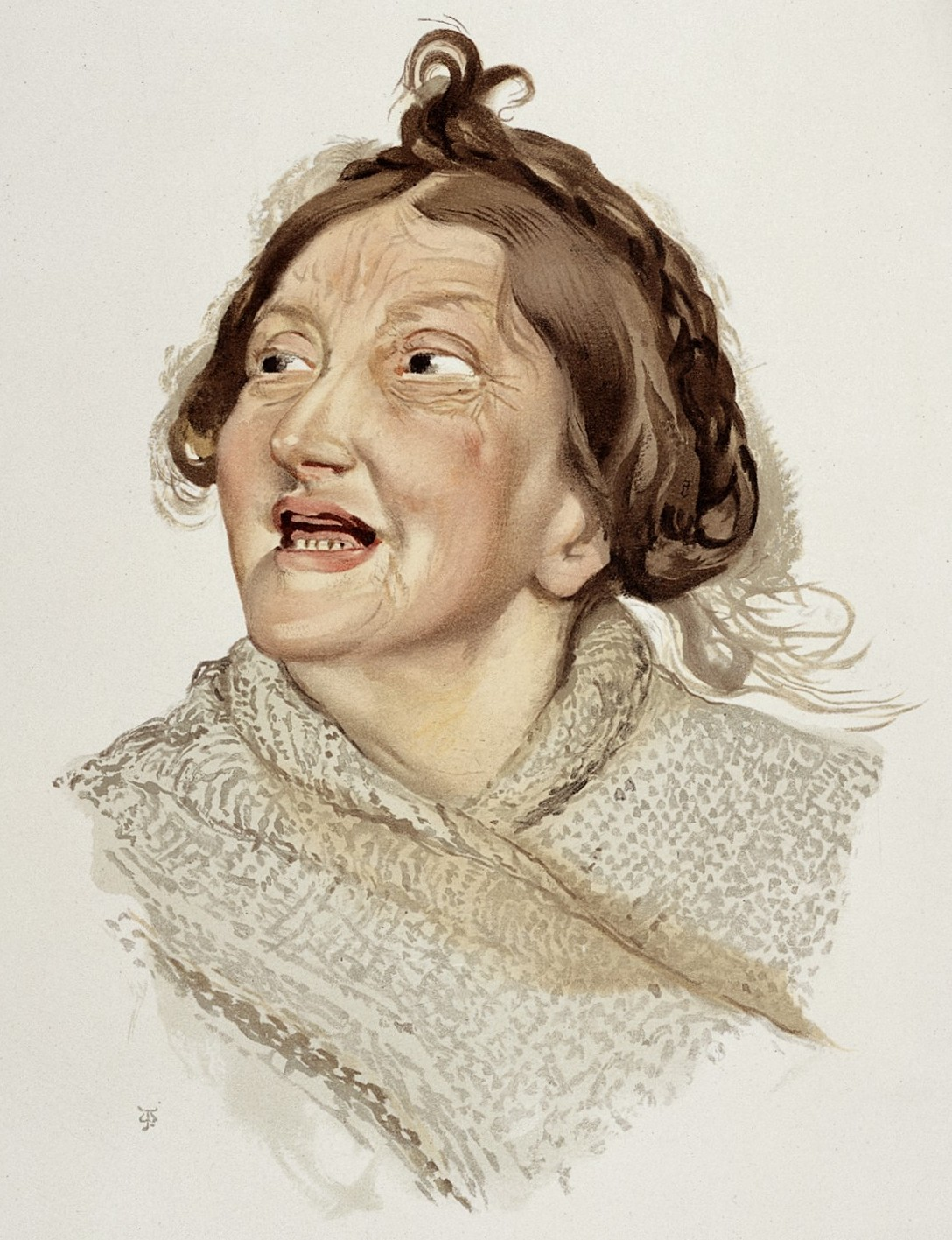
In thạch bản màu năm 1892 miêu tả một người phụ nữ được chẩn đoán là mắc hưng cảm vui sướng

Hưng cảm là một giai đoạn kéo dài ít nhất một tuần có đặc trưng là tâm trạng hưng phấn hoặc cáu bẳn. Triệu chứng cốt lõi của hưng cảm là sự kích động tâm lý. Hưng cảm cũng có thể được thể hiện qua sự tự tin hoặc kiêu ngạo thái quá, suy nghĩ dồn dập, nói liên hồi khiến người khác không thể xen vào, nhu cầu ngủ thấp, hành vi xã hội không có sự kiềm chế và suy giảm khả năng phán đoán (thể hiện qua các hành vi mang tính bộc phát hoặc rủi ro như ham muốn tình dục quá mức hoặc tiêu xài hoang phí). Để được xem là một pha hưng cảm, các hành vi này phải làm suy giảm khả năng giao tiếp hoặc làm việc của người bệnh. Nếu không được điều trị, một pha hưng cảm thường kéo dài từ ba đến sáu tháng.
Trong các pha hưng cảm nghiêm trọng, người bệnh có thể trải qua các triệu chứng loạn tâm thần, trong đó không chỉ tâm trạng mà suy nghĩ của họ cũng bị ảnh hưởng. Họ có thể cảm thấy bất khả chiến bại, hoặc như thể họ có một mối liên hệ đặc biệt với Chúa, một sứ mệnh vĩ đại mà họ phải hoàn thành, hay những ý nghĩ hoang tưởng khác. Điều này có thể dẫn đến những hành vi bạo lực và đôi khi người bệnh cần phải được điều trị nội trú ở một bệnh viện tâm thần. Mức độ nghiêm trọng của các triệu chứng hưng cảm có thể được đo bằng những thang đo như Young Mania Rating Scale, mặc dù việc các thang đo này có đang tin cậy hay không vẫn còn bị nghi ngờ.
Sự khởi phát của pha hưng cảm có thể được báo trước qua những rối loạn trong giấc ngủ. Sự thay đổi tâm trạng, kích động tâm lý và thay đổi khẩu vị cũng có thể xảy ra tối đa ba tuần trước khi một pha hưng cảm bắt đầu. Nhiều người bệnh thường có tiền sử lạm dụng chất gây nghiện kéo dài nhiều năm do tự "kê đơn" thuốc cho mình.

### Pha hưng cảm nhẹ

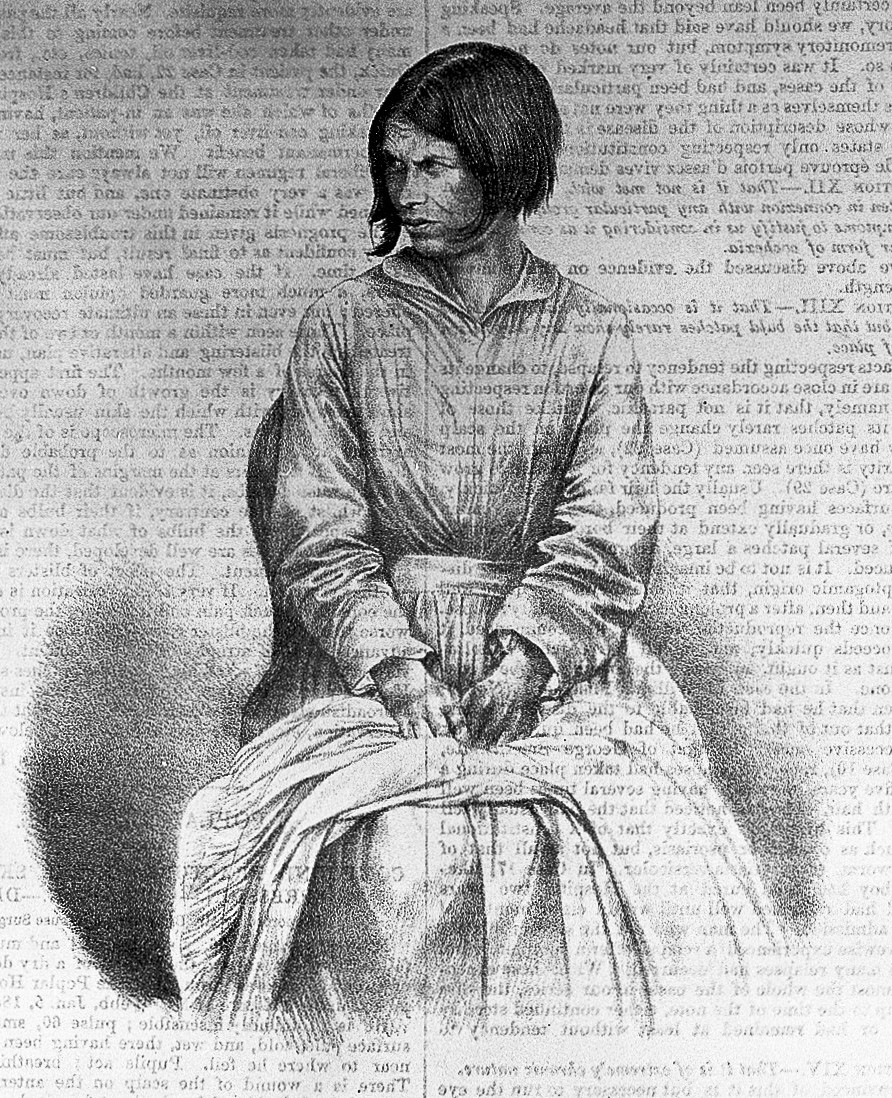
In thạch bản năm 1858 với tiêu đề 'U sầu chuyển sang hưng cảm'

Hưng cảm nhẹ là dạng nhẹ hơn của hưng cảm và được định nghĩa là một giai đoạn kéo dài ít nhất bốn ngày với cùng các tiêu chí của hưng cảm, nhưng không làm giảm đáng kể khả năng giao tiếp hay làm việc của người bệnh, không đi kèm với các biểu hiện loạn thần như hoang tưởng hay ảo giác, và không cần thiết phải nhập viện. Trong các pha hưng cảm nhẹ, chức năng tổng thể thực ra có thể cao hơn bình thường, điều này được một số ý kiến cho là có tác dụng như một cơ chế phòng vệ chống lại trầm cảm. Các pha hưng cảm nhẹ hiếm khi tiến triển thành hưng cảm hoàn toàn. Một số người thể hiện khả năng sáng tạo cao hơn khi đang trải qua hưng cảm nhẹ, trong khi những người khác trở nên cáu bẳn và thể hiện khả năng phán đoán kém.
Hưng cảm nhẹ có thể mang lại cảm giác tích cực cho một số người bệnh, tuy nhiên phần lớn những người trải qua pha hưng cảm nhẹ cho biết sự căng thẳng mà nó gây ra khiến họ thấy rất khổ sở. Trong pha hưng cảm nhẹ, người mắc rối loạn lưỡng cực thường không nhớ hành vi của họ gây ảnh hưởng như thế nào đến những người xung quanh. Ngay cả khi được người thân và bạn bè chỉ ra sự thay đổi tâm trạng, họ thường khẳng định mình không có vấn đề gì. Nếu không đi kèm với pha trầm cảm, các pha hưng cảm nhẹ thường không được xem là vấn đề nghiêm trọng, trừ khi tâm trạng của người bệnh thay đổi một cách không thể kiểm soát hoặc quá bất ổn. Trong hầu hết trường hợp, các triệu chứng kéo dài từ vài tuần đến vài tháng.

### Pha trầm cảm

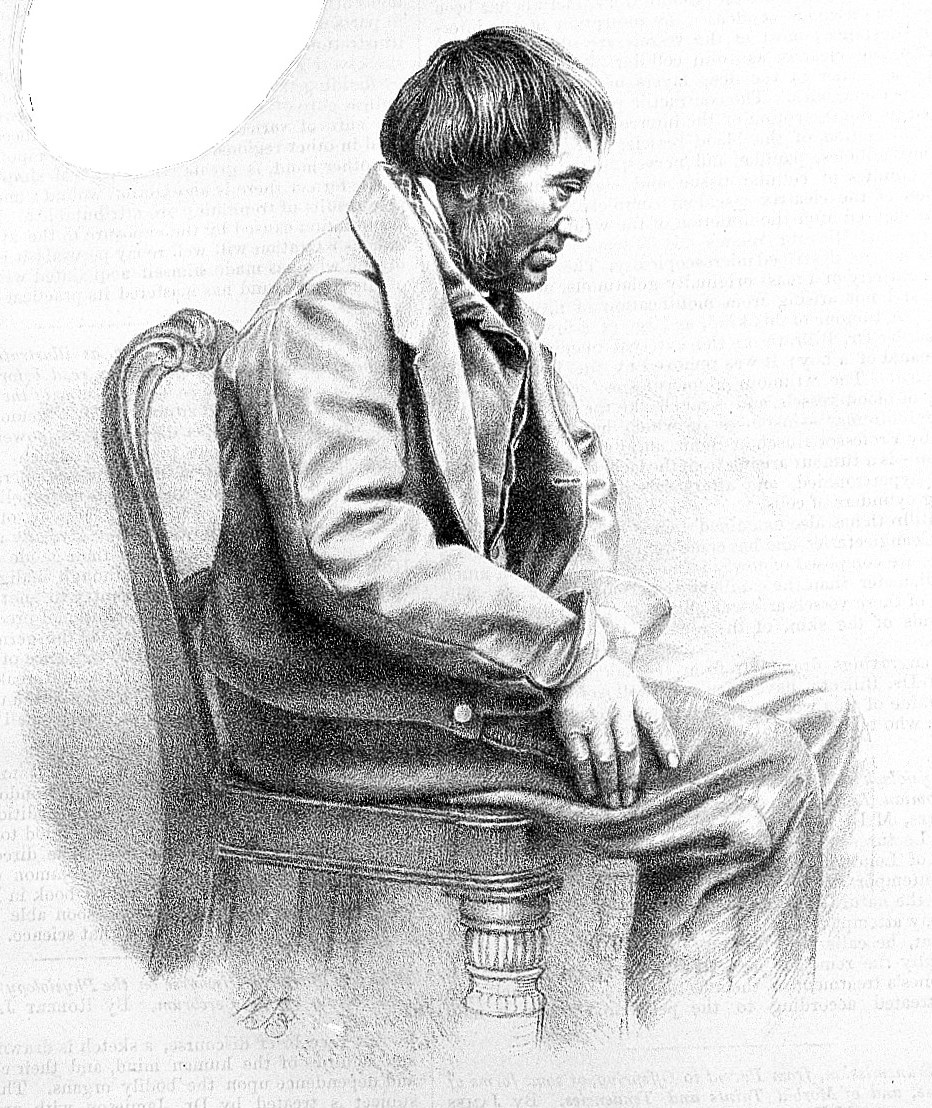
'Melancholy' của William Bagg, vẽ theo một bức ảnh được chụp bởi Hugh Welch Diamond

Triệu chứng của pha trầm cảm ở người mắc rối loạn lưỡng cực bao gồm cảm thấy buồn bã, cáu bẳn hoặc giận dữ kéo dài, mất hứng thú với những điều mà bình thường họ yêu thích, cảm thấy tội lỗi thái quá hoặc vô lý, cảm thấy tuyệt vọng, ngủ quá nhiều hoặc không đủ, thay đổi khẩu vị và/hoặc cân nặng, mệt mỏi, khó tập trung, căm ghét bản thân hoặc cảm thấy mình không có giá trị, và suy nghĩ về cái chết hoặc tự sát. Mặc dù các tiêu chí của DSM-5 trong việc chẩn đoán các pha đơn cực và lưỡng cực là như nhau, một số đặc điểm lâm sàng xuất hiện nhiều hơn ở rối loạn lưỡng cực, trong đó có việc ngủ nhiều hơn, sự khởi phát và kết thúc đột ngột của các triệu chứng, sự tăng hoặc giảm cân đáng kể, và các pha nghiêm trọng sau khi sinh con.
Thời điểm khởi phát bệnh càng sớm, khả năng các pha đầu tiên mà người bệnh trải qua là pha trầm cảm càng cao. Ở phần lớn người bệnh rối loạn lưỡng cực loại I và II, các pha trầm cảm kéo dài hơn nhiều so với các pha hưng cảm hay hưng cảm nhẹ. Để có thể được chẩn đoán là mắc rối loạn lưỡng cực, người bệnh phải từng trải qua ít nhất một pha hưng cảm hoặc hưng cảm nhẹ, nên ở giai đoạn đầu nhiều người bị chẩn đoán sai là mắc rối loạn trầm cảm chính và được chỉ định dùng thuốc chống trầm cảm.

### Pha cảm xúc hỗn hợp
Ở rối loạn lưỡng cực, trạng thái hỗn hợp là một pha có những triệu chứng của cả hưng cảm và trầm cảm. Người bệnh đang trải qua trạng thái hỗn hợp có thể gặp các triệu chứng hưng cảm như, đồng thời gặp các triệu chứng trầm cảm như cảm giác tội lỗi thái quá hay ý nghĩ tự sát. Họ được xem là có nguy cơ tự sát cao hơn bởi những cảm xúc mang tính trầm cảm như sự tuyệt vọng thường đi kèm với sự thay đổi tâm trạng hoặc việc không kiểm soát được sự bốc đồng. Trong các pha hỗn hợp, người bệnh thường mắc thêm các chứng rối loạn lo âu hơn so với các pha trầm cảm hay hưng cảm. Người bệnh cũng có chiều hướng lạm dụng các chất gây nghiện (trong đó có rượu) cao hơn, dẫn đến việc các triệu chứng của rối loạn lưỡng cực bị hiểu nhầm là hậu quả của việc làm dụng chất gây nghiện.

### Bệnh lý đồng diễn
Việc chẩn đoán rối loạn lưỡng cực có thể trở nên phức tạp khi người bệnh đồng thời mắc các bệnh tâm lý đồng diễn, trong đó có rối loạn ám ảnh cưỡng chế, rối loạn sử dụng chất gây nghiện, rối loạn ăn uống, rối loạn tăng động giảm chú ý, hội chứng sợ xã hội, hội chứng tiền kinh nguyệt (bao gồm rối loạn tâm thần tiền kinh nguyệt) hoặc rối loạn hoảng sợ. Việc phân tích theo chiều dọc một cách tỉ mỉ các triệu chứng và pha của người bệnh, cũng như thảo luận với bạn bè và người thân của họ nếu có thể, là hết sức cần thiết trong việc thiết lập phác đồ điều trị cho những người bệnh rối loạn lưỡng cực mắc các bệnh lý đồng diễn này. Những người có bố mẹ mắc rối loạn lưỡng cực có tần suất mắc các bệnh tâm lý khác cao hơn.
Người bệnh rối loạn lưỡng cực thường đồng thời mắc các chứng bệnh tâm lý khác như lo âu (xuất hiện ở 71% người bệnh), lạm dụng chất gây nghiện (56%), rối loạn nhân cách (36%) và rối loạn tăng động giảm chú ý (10–20%), điều này có thể làm tăng gánh nặng bệnh tật và khiến tiên lượng trở nên xấu đi. Người mắc rối loạn lưỡng cực cũng thường có nguy cơ gặp một số chứng bệnh khác cao hơn so với dân số nói chung, trong đó có hội chứng chuyển hóa (xuất hiện ở 37% người bệnh), đau nửa đầu (35%), béo phì (21%) và tiểu đường loại 2 (14%). Điều này khiến người mắc rối loạn lưỡng cực có nguy cơ tử vong cao gấp đôi so với dân số nói chung.

## Nguyên nhân
Nguyên nhân cụ thể của bệnh rối loạn lưỡng cực hiện nay khoa học vẫn không rõ, tuy nhiên có một số yếu tố dường như đã được tham gia trong việc gây ra và kích hoạt những cơn lưỡng cực như sau:
- Yếu tố sự khác biệt về sinh học trong cơ thể: Ở những bệnh nhân có rối loạn lưỡng cực xuất hiện thì có các sự thay đổi vật lý trong não bộ của họ. Tầm quan trọng của những thay đổi ở não này hiện nay vẫn còn chưa chắc chắn nhưng cuối cùng chúng có thể giúp chỉ điểm nguyên nhân gây ra bệnh.
- Yếu tố các chất dẫn truyền thần kinh trong cơ thể: Sự mất cân bằng tự nhiên của các chất có  trong não gọi là những chất dẫn truyền thần kinh đã đóng một vai trò vô cùng quan trọng trong bệnh rối loạn lưỡng cực này và  các rối loạn về tâm trạng khác.
- Các nội tiết tố: Mất cân bằng các nội tiết tố có thể tham gia trong việc gây ra hay  gây nên rối loạn lưỡng cực.
- Kế thừa những đặc điểm: Rối loạn lưỡng cực thường gặp hơn ở những người có anh chị em hay là cha mẹ đã mắc bệnh. Các nhà khoa học nghiên cứu đang cố gắng tìm ra các gen mà có thể được tham gia trong cơ chế gây ra rối loạn lưỡng cực.
- Môi trường: Môi trường sống và làm việc căng thẳng, lạm dụng, tổn thất hay trải nghiệm các đau thương đáng kể khác có thể đóng một vai trò quan trọng trong rối loạn lưỡng cực.[44]

## Kiểm soát
Mục tiêu của việc kiểm soát rối loạn lưỡng cực là điều trị các pha hưng cảm và trầm cảm cấp tính một cách an toàn bằng thuốc, cũng như phối hợp với người bệnh về lâu dài nhằm ngăn ngừa bệnh tái phát và tăng cường chức năng bằng cách kết hợp các kỹ thuật dược lý và tâm lý trị liệu. Người bệnh có thể phải nhập viện, đặc biệt là trong các giai đoạn hưng cảm ở rối loạn lưỡng cực loại I. Điều này có thể là tự nguyện hoặc cưỡng chế (nếu được luật pháp địa phương cho phép). Việc điều trị nội trú lâu dài hiện đã không còn phổ biến nhưng vẫn có thể xảy ra.

### Liệu pháp tâm lý xã hội
Việc trị liệu tâm lý có mục đích là hỗ trợ người mắc rối loạn lưỡng cực chấp nhận và hiểu được tình trạng của mình, đối phó với những loại căng thẳng khác nhau, cải thiện các mối quan hệ với người khác, cũng như nhận biết các triệu chứng sớm trước khi bệnh tái phát hoàn toàn. Liệu pháp hành vi nhận thức, trị liệu gia đình và giáo dục tâm lý đã cho thấy là mang lại hiệu quả cao nhất trong việc ngăn ngừa bệnh tái phát, trong khi đó, liệu pháp hài hòa tương quan xã hội và liệu pháp hành vi nhận thức tỏ ra có tác dụng hơn cả trong việc điều trị các triệu chứng trầm cảm còn sót lại. Tuy nhiên, phần lớn các nghiên cứu được thực hiện trên rối loạn lưỡng cực loại I và việc điều trị trong giai đoạn cấp tính có thể đặc biệt khó khăn. Một số bác sĩ đã nhấn mạnh tầm quan trọng của việc trò chuyện với những người bệnh đang trải qua pha hưng cảm để xây dựng một mối quan hệ chữa trị nhằm hỗ trợ quá trình hồi phục.

### Thuốc

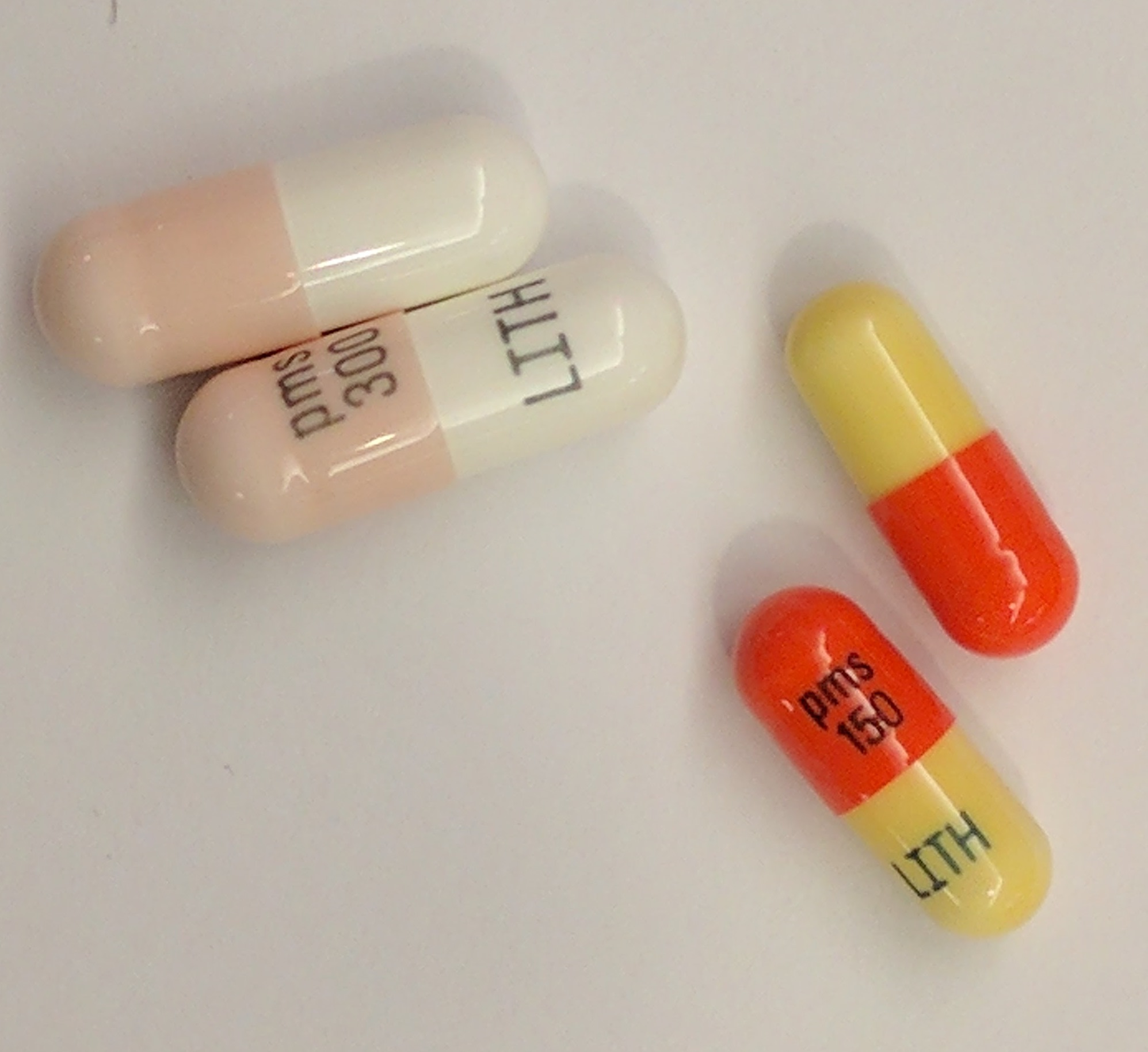
Lithium thường được sự dụng để điều trị rối loạn lưỡng cực và đã cho thấy là mang lại hiểu quả cao nhất trong việc ngăn ngừa tự sát.

Đơn thuốc có thể sẽ khác nhau tùy thuộc vào việc chữa trị pha nào. Loại thuốc đã cho thấy là có hiệu quả cao nhất là lithium; nó có tác dụng trong việc điều trị các pha hưng cảm cấp tính, ngăn ngừa bệnh tái phát và điều trị trầm cảm lưỡng cực. Lithium làm giảm nguy cơ tự sát, tự hại và tử vong ở các bệnh nhân rối loạn lưỡng cực. Khi được sử dụng cùng nhau, thuốc chống loạn thần và thuốc ổn định tâm trạng có tác dụng nhanh và hiệu quả hơn trong việc điều trị pha hưng cảm so với khi chỉ một trong hai được sử dụng. Một số phân tích cho thấy chỉ sử dụng thuốc chống loạn thần cũng có hiệu quả cao hơn trong việc điều trị pha hưng cảm cấp tính. Thuốc ổn định tâm trạng được sử dụng để duy trì hiệu quả lâu dài nhưng đã cho thấy là không có khả năng điều trị pha trầm cảm cấp tính một cách nhanh chóng. Vẫn chưa rõ liệu ketamine (một loại thuốc gây mê phổ biến trong phẫu thuật) có hiệu quả trong điều trị rối loạn lưỡng cực hay không.

#### Thuốc ổn định tâm trạng
Lithium và các thuốc chống co giật bao gồm carbamazepine, lamotrigine và axit valproic được xếp loại là thuốc ổn định tâm trạng vì tác động của chúng với tâm trạng của người mắc rối loạn lưỡng cực. Lithium là thuốc được khuyên dùng để ổn định tâm trạng một cách lâu dài, mặc dù nó làm giảm chức năng của thận và tuyến giáp khi được dùng trong thời gian dài. Valproate điều trị các pha hưng cảm một cách hiệu quả và đã trở thành một loại thuốc thường được chỉ định. Carbamazepine không hiệu quả bằng lithium hay valproate trong việc ngăn ngừa bệnh tái phát. Lamotrigine tương đối hiệu quả trong việc điều trị trầm cảm, đặc biệt là trầm cảm nặng. Nó cũng đã cho thấy là có lợi cho việc ngăn ngừa rối loạn lưỡng cực tái phát, mặc dù có một số lo ngại xung quanh những nghiên cứu về việc này, và nó không có tác dụng gì đối với rối loạn lưỡng cực chu kỳ nhanh. Valproate và carbamazepine có thể gây dị tật bẩm sinh ở thai nhi và không nên được sử dụng bởi phụ nữ ở độ tuổi sinh con, tuy nhiên việc ngưng dùng các thuốc này khi mang thai có liên hệ với nguy cơ tái phát cao. Hiệu quả của topiramate là chưa rõ.

#### Thuốc chống loạn thần
Thuốc chống loạn thần có tác dụng trong điều trị tạm thời các pha hưng cảm, và tỏ ra có hiệu quả hơn lithium và thuốc chống co giật trong việc này. Olanzapine có hiệu quả trong việc ngăn ngừa bệnh tái phát, mặc dù bằng chứng cho điều này không rõ ràng bằng lithium. Một nghiên cứu năm 2006 cho thấy haloperidol có tác dụng trong việc điều trị các pha hưng cảm cấp tính, không có khác biệt gì giữa hiệu quả của haloperidol, olanzapine và risperidone, và haloperidol có thể kém hiệu quả hơn aripiprazole. Carbamazepine có tác dụng trong việc điều trị các pha hưng cảm, và một số bằng chứng cho thấy nó đặc biệt hiệu quả đối với rối loạn lưỡng cực chu kỳ nhanh, hoặc những người bệnh có triệu chứng loạn thần hay những triệu chứng tương tự như ở rối loạn phân liệt cảm xúc.

#### Thuốc chống trầm cảm
Việc chỉ sử dụng thuốc chống trầm cảm trong điều trị rối loạn lưỡng cực không được khuyến khích, và chúng không cho thấy là mang lại lợi ích nào hơn thuốc ổn định tâm trạng. Thuốc chống loạn thần không điển hình (ví dụ như aripiprazole) được khuyên dùng hơn so với thuốc chống trầm cảm trong việc tăng cường tác dụng của thuốc ổn định tâm trạng do sự kém hiệu quả của thuốc chống trầm cảm đối với rối loạn lưỡng cực. Việc điều trị rối loạn lưỡng cực bằng thuốc chống trầm cảm sẽ dẫn đến nguy cơ thay đổi cảm xúc đột ngột; khi người bệnh chuyển từ trầm cảm sang hưng cảm hoặc hưng cảm nhẹ. Nguy cơ này cao hơn ở rối loạn lưỡng cực loại I; nhìn chung người bệnh loại I tránh dùng thuốc chống trầm cảm hoặc chỉ dùng chúng cùng với thuốc ổn định tâm trạng nếu cần. Thuốc chống trầm cảm cũng dẫn đến nguy cơ đẩy nhanh chu kỳ giữa các pha.

#### Thuốc khác
Benzodiazepine được dùng chung với các thuốc khác nhằm trấn tĩnh người bệnh trong khi chờ thuốc ổn định tâm trạng có tác dụng. Liệu pháp sốc điện (ECT) là một cách hiệu quả để chữa trị các rối loạn tâm trạng cấp tính, đặc biệt là khi người bệnh có biểu hiện loạn tâm thần hoặc căng trương lực. ECT cũng được khuyên dùng ở những phụ nữ có thai mắc rối loạn lưỡng cực.

### Ở trẻ em
Việc điều trị rối loạn lưỡng cực ở trẻ em bao gồm thuốc và trị liệu tâm lý. Đáng tiếc là các tài liệu và nghiên cứu về tác dụng của liệu pháp tâm lý xã hội đối với các bệnh rối loạn lưỡng cực còn ít, khiến việc xác định tính hiệu quả của nhiều liệu pháp gặp khó khăn. Bệnh nhi thường được kê đơn thuốc ổn định tâm trạng và thuốc chống loạn thần không điển hình. Trong số các thuốc ổn định tâm trạng, lithium là hợp chất duy nhất được Cục quản lý Thực phẩm và Dược phẩm Hoa Kỳ cấp phép sử dụng ở trẻ em. Các phương pháp tâm lý trị liệu thường bao gồm giáo dục về căn bệnh, trị liệu nhóm và liệu pháp hành vi nhận thức. Bệnh nhi thường phải uống thuốc một cách lâu dài.

## Tiên lượng
Rối loạn lưỡng cực là một bệnh lý kéo dài suốt đời với những giai đoạn hồi phục một phần hoặc hoàn toàn giữa các lần tái phát. Nó được xem là một vấn đề y tế lớn của toàn thế giới do tỷ lệ tật nguyền và tử vong cao mà nó gây ra. Rối loạn lưỡng cực cũng được liên hệ với việc mắc các bệnh lý đồng diễn, nguy cơ tử vong vì các nguyên nhân tự nhiên (ví dụ như bệnh động mạch vành) cao hơn, cũng như tỷ lệ chẩn đoán thiếu hoặc chẩn đoán sai cao, dẫn đến sự chậm trễ trong việc điều trị một cách phù hợp và khiến tiên lượng trở nên xấu đi. So với dân số nói chung, người mắc rối loạn lưỡng cực cũng có nguy cơ mắc các bệnh nghiêm trọng khác cao hơn, trong đó có đái tháo đường, bệnh đường hô hấp, HIV và viêm gan C. Sau khi được chẩn đoán, việc các triệu chứng thuyên giảm hoàn toàn vẫn là khó đạt được đối với các liệu pháp hiện có, và thông thường chúng sẽ ngày càng trở nên nghiêm trọng hơn theo thời gian.
Uống thuốc đầy đủ là một trong những yếu tố quan trọng nhất trong việc làm giảm nguy cơ tái phát và mức độ nghiêm trọng của các lần tái phát, đồng thời có tác động tích cực đến tiên lượng nói chung. Tuy nhiên, các loại thuốc được sử dụng để điều trị rối loạn lưỡng cực thường gây ra các tác dụng phụ và hơn 75% người mắc rối loạn lưỡng cực không uống thuốc đầy đủ vì nhiều lý do khác nhau. Trong số các thể rối loạn lưỡng cực, rối loạn lưỡng cực chu kỳ nhanh (bốn pha trở lên trong vòng một năm) có tiên lượng xấu nhất do nguy cơ tự hại và tự sát cao. Những người bệnh mà tiền sử gia đình có người mắc rối loạn lưỡng cực có nguy cơ trải qua các pha hưng cảm hoặc hưng cảm nhẹ một cách thường xuyên hơn. Thời điểm khởi phát bệnh sớm, sự xuất hiện của các triệu chứng loạn thần và việc không có phản ứng với lithium cũng là những yếu tố dẫn đến tiên lượng xấu.
Việc nhận biết và can thiệp sớm cũng có thể cải thiện tiên lượng bởi trong giai đoạn đầu, các triệu chứng ít nghiêm trọng và tiếp nhận điều trị tốt hơn. Việc khởi phát bệnh khi đã qua độ tuổi vị thành niên cũng được liên hệ với tiên lượng khả quan hơn ở cả nam và nữ. Giới tính nam là một yếu tố làm giảm mức độ nghiêm trọng của các pha trầm cảm. Ở nữ giới, việc có chức năng giao tiếp tốt trước khi bệnh khởi phát cũng như việc nuôi con là các yếu tố ngăn ngừa tự sát.

### Chức năng
Những thay đổi trong các quá trình nhận thức và khả năng nhận thức là một biểu hiện của các bệnh rối loạn tâm trạng. Các triệu chứng này nghiêm trọng hơn ở rối loạn lưỡng cực so với rối loạn trầm cảm chính. Chúng bao gồm sự suy giảm trong khả năng chú ý, chức năng điều hành của não bộ và trí nhớ. Người mắc rối loạn lưỡng cực thường gặp phải sự suy giảm chức năng nhận thức trong khi (hoặc cũng có thể là trước khi) trải qua pha đầu tiên của mình. Sau đó, người bệnh thường bị suy giảm nhận thức vĩnh viễn ở một mức độ nào đó. Khả năng nhận thức suy giảm nghiêm trọng hơn khi người bệnh đang trải qua các pha cấp tính, và suy giảm ở mức nhẹ trong các giai đoạn bệnh thuyên giảm. Do đó, hai phần ba số người mắc rối loạn lưỡng cực tiếp tục bị suy giảm chức năng tâm lý xã hội trong khoảng thời gian giữa các pha, thậm chí là ngay cả khi các triệu chứng đã thuyên giảm hoàn toàn. Điều này xảy ra ở cả rối loạn lưỡng cực I và II, nhưng người mắc rối loạn lưỡng cực II suy giảm nhận thức ít hơn. Khi xảy ra ở trẻ em, rối loạn lưỡng cực ảnh hưởng tiêu cực một cách nghiêm trọng đến sự phát triển tâm lý xã hội của bệnh nhi. Trẻ em và trẻ vị thành niên mắc rối loạn lưỡng cực thường dễ gặp phải những vấn đề như lạm dụng chất gây nghiện, loạn tâm thần, khó khăn trong học tập, vấn đề về hành vi, khó khăn trong giao tiếp và rắc rối về pháp luật. Tình trạng suy giảm nhận thức thường sẽ ngày càng tăng lên trong suốt quá trình diễn biến bệnh. Mức độ suy giảm nhận thức tỷ lệ thuận với số pha hưng cảm và số lần nhập viện mà người bệnh đã trải qua, cũng như có liên hệ với sự xuất hiện của các triệu chứng loạn thần. Việc can thiệp sớm có thể làm chậm tốc độ suy giảm nhận thức, còn việc điều trị ở các giai đoạn sau này có thể giúp làm giảm những khó chịu và hậu quả liên quan đến tình trạng suy giảm nhận thức.
Khi đang trải qua một pha hưng cảm, người bệnh thường đặt ra những mục tiêu hết sức tham vọng, tuy nhiên chính các triệu chứng hưng cảm lại làm giảm khả năng đạt được các mục tiêu đó và thường gây trở ngại tới chức năng giao tiếp và làm việc của họ. Các triệu chứng trầm cảm ở trong và giữa các pha xuất hiện nhiều hơn các triệu chứng hưng cảm và hưng cảm nhẹ ở phần lớn người bệnh, và có liên hệ với việc khó hồi phục về chức năng hơn, trong đó có tình trạng thất nghiệp hoặc làm công việc dưới trình độ. Điều này xảy ra ở cả rối loạn lưỡng cực I và II. Tuy nhiên, quá trình diễn biến bệnh (thời gian mắc bệnh, độ tuổi khi bệnh khởi phát, số lần nhập viện và tình trạng chu kỳ nhanh có xảy ra hay không) cũng như năng lực nhận thức là những thước đo tốt nhất về khả năng làm việc của người mắc rối loạn lưỡng cực, theo sau đó là các triệu chứng trầm cảm và trình độ học vấn.

### Hồi phục và tái phát
Một nghiên cứu được thực hiện trên những người mắc rối loạn lưỡng cực có pha đầu tiên mình trải qua là một pha hưng cảm hoặc cảm xúc hỗn hợp từ khi họ nhập viện lần đầu tiên cho thấy 50% trường hợp đã hồi phục một phần về mặt triệu chứng (nghĩa là không còn đạt các tiêu chí chẩn đoán) trong vòng sáu tuần, và 98% trường hợp đạt được điều đó trong vòng hai năm. Trong vòng hai năm, 72% trường hợp đã hồi phục hoàn toàn về mặt triệu chứng (nghĩa là không gặp phải triệu chứng nào), và 43% trường hợp đã hổi phục về mặt chức năng (nghĩa là khôi phục được công việc và chỗ ở trước đây). Tuy nhiên, 40% trường hợp sau đó đã trải qua một pha hưng cảm hoặc trầm cảm mới trong vòng hai năm kể từ khi hồi phục một phần về mặt triệu chứng, và 19% trường hợp đã chuyển sang một pha khác mà không có sự hồi phục nào.
Người mắc rối loạn lưỡng cực có thể cảm nhận được một số triệu chứng sớm báo hiệu bệnh sắp tái phát. Đã có nhiều nỗ lực hướng dẫn người bệnh cách đối phó khi nhận thấy các triệu chứng như vậy và chúng mang lại kết quả khả quan.

### Tự sát
Rối loạn lưỡng cực có thể gây ra ý nghĩ tự sát, từ đó dẫn đến các nỗ lực tự sát. Nếu pha đầu tiên mà người bệnh trải qua là một pha trầm cảm hoặc cảm xúc hỗn hợp thì có vẻ như họ sẽ có tiên lượng xấu hơn và nguy cơ tự sát cao hơn. Cứ hai người mắc rối loạn lưỡng cực thì có một người cố gắng tự sát ít nhất một lần trong đời và nhiều nỗ lực đã được thực hiện thành công. Tỷ lệ tự sát bình quân hàng năm là 0,4%, cao hơn từ 10–20 lần so với dân số nói chung. Số ca tử vong do tự sát ở những người mắc rối loạn lưỡng cực cao hơn từ 18 đến 25 lần so với những người cùng tuổi không mắc bệnh. Nguy cơ tự sát ít nhất một lần trong đời ở người bệnh rối loạn lưỡng cực có thể lên đến 20%.
Các yếu tố làm gia tăng nguy cơ tự sát ở những người mắc rối loạn lưỡng cực bao gồm tuổi cao, tiền sử cố gắng tự sát, có pha đầu tiên mình trải qua là pha trầm cảm hoặc cảm xúc hỗn hợp, sự xuất hiện các triệu chứng loạn thần khi đang trải qua các pha hưng cảm, cảm giác tuyệt vọng hoặc sự kích động tâm lý trong các pha, rối loạn lo âu đồng diễn, là người thân trực tiếp của một người mắc rối loạn tâm trạng, xung đột trong các mối quan hệ với người khác, vấn đề trong công việc, người thân qua đời hoặc bị cô lập với xã hội.